# Chapelle du Bois-du-Rat
La chapelle du Bois-du-Rat est une chapelle située à Cieux, en France.

## Localisation
La chapelle est située dans le département français de la Haute-Vienne, sur la commune de Cieux.

## Historique
La chapelle est construite à la fin du XIIe siècle ou au début du XIIIe siècle.
L'édifice et le site qui l'entoure sont inscrits au titre des monuments historiques le 4 mai 2000.